# Gem Lake
Gem Lake város az USA Minnesota államában, Ramsey megyében. Lakosainak száma 528 fő (2020. április 1.).

## Népesség
A település népességének változása:

| 2010 | 393 |
| 2020 | 528 |